# Добрава (Ормож)
Добрава (словен. Dobrava) је насељено место у општини Ормож, Подравска регија, Словенија.

## Историја
До територијалне реорганизације у Словенији била је у саставу старе општине Ормож.

## Становништво
У попису становништва из 2011. године, Добрава је имала 126 становника.
| Број становника према пописима | Број становника према пописима | Број становника према пописима |
| ------------------------------ | ------------------------------ | ------------------------------ |
| 1991                           | 2002                           | 2011                           |
| 153                            | 130                            | 126                            |

Напомена: Године 2001. умањено за део насеља који је припојен насељу Ормож. Године 2012. извршена је мања размена територија између насеља Добрава и Хардек.